# Фортуна Вегаса
«Фортуна Веґаса» (англ. Lay the Favorite) — комедія режисера Стівена Фрірза, знята за сценарієм Д.В. ДеВінсенсіса. Прем'єра в США відбулася 21 січня 2012 року, російська прем'єра — 21 березня 2013-го. В основі сценарію кінострічки – автобіографія журналістки Бет Реймер. На роль друга-конкурента, що її зіграв Вінс Вон, спочатку претендував Джастін Тімберлейк.  Фільм із тріском провалився у США.

## Зміст
Дівчина у 24 роки переїхала до Лас-Вегасу, де знайшла роботу у добродушного товстуна Дінка Гаймовіца, який тримав нелегальну букмекерську контору. Дінк отримав хорошу освіту, але відзначився у рідному Нью-Йорку махінаціями на ставках, через що і втік у гральну столицю США. Гральним бізнесом Гаймовіц продовжував займатися за допомогою свого напарника букмекера Бернарда Роуза, який живе на Лонг-Айленді. Будучи математичними геніями, ці двоє сколотили собі статок на ставках і наївних клієнтах, а Бет навчилася від них багатьом трюкам.
Фільм представлений як комедія, але гумору у ньому – мало. Герої не поспішають веселити глядача, за винятком Бет – головної героїні. Персонаж Ребекки Голл – це дівчина, що наділена потужним математичним мисленням, хоча не має ніякої освіти, справжня улюблениця Фортуни. Однак жага до грошей і надія на удачу у всьому створюють Бет проблеми із законом і руйнують її особисте життя.
Показово те, що у фільмі немає тієї атмосфери Вегасу, яку звикли бачити глядачі у схожих фільмах. Автор показує азартне життя – рутинним, місцями навіть – нудним. Досі, при перегляді  фільму «Фортуна Веґасу»  виникає ряд запитань, щодо того, як такі відомі актори погодились на зйомки у даній стрічці.

## Ролі
- Брюс Вілліс — Дінк Гаймовіц
- Ребекка Голл — Бетт
- Кетрін Зета-Джонс — Туліп
- Джошуа Джексон — Джеремі
- Вінс Вон — Роуз
- Лаура Препон — Голлі
- Френк Ґрілло — Френк
- Джоел Мюррей — Даррен
- Корбін Бернсен — Джеррі
- Джон Керролл Лінч — Дейв Грінберг
- Джо Ньюман — Дарсі
- Ембер Чилдерс — реєстратор